# Hemipeplus microphthalmus
Hemipeplus microphthalmus es una especie de coleóptero de la familia Mycteridae.

## Distribución geográfica
Habita en Estados Unidos y México.